# Маунт-Аспайринг
Маунт-Аспайринг — национальный парк, расположенный в Южных Альпах Южного острова в Новой Зеландии. Парк назван в честь второй по высоте горы страны — Аспайринг. Маунт-Аспайринг основан в 1964 году, это десятый национальный парк Новой Зеландии. Занимает площадь в 3 555 км².